# FC Lendorf
Der FC Hand in Hand Werker Lendorf ist ein Fußballverein aus der Kärntner Gemeinde Lendorf im Bezirk Spittal an der Drau. Der Verein gehört dem Kärntner Fußballverband (KFV) an und spielt seit der Saison 2019/20 in der vierthöchsten Leistungsstufe, der Landesliga Kärnten.

## Geschichte
Der Verein wurde 1981 als Fußballsektion des SV Lendorf gegründet und trug daher auch den Namen SV Lendorf. In der Saison 1994/95 nahm der Verein erstmals am ÖFB-Cup teil. Dort schied man allerdings in der Vorrunde gegen den Friesacher AC aus.
In der folgenden Saison erreichte man erstmals die Hauptrunde im ÖFB-Cup: Zunächst besiegte man in der Vorrunde den Regionalligisten Wolfsberger AC, ehe man sich in der ersten Hauptrunde gegen den Bundesligisten Grazer AK in der Verlängerung geschlagen geben musste.
Im Cup in der Saison 1997/98 gewann man das Vorrundenmatch gegen den WSC Hertha Wels und auch in der ersten Runde gegen den Zweitligisten SV Braunau war man siegreich. Somit erreichte man erstmals die zweite Runde im Cup. Dort scheiterte man mit einer 2:1-Niederlage am Zweitligisten SK Vorwärts Steyr.
In der Saison 1999/2000 wurde man Meister der Kärntner Landesliga und stieg somit erstmals in die Regionalliga auf. In der Saison 2000/01 belegte man den 15. Rang in der Regionalliga Mitte und musste somit wieder in die Landesliga absteigen.
Dort war man immer wieder in den vorderen Rängen vertreten: In der Saison 2006/07 erreichte man den zweiten Platz und hatte vier Punkte Rückstand auf den Meister SVG Bleiburg. In der Saison 2007/08 belegte man hinter dem FC St. Veit und dem FC Nußdorf den dritten Rang, verpasste mit 15 Punkten Rückstand den Aufstieg aber recht deutlich. In der Saison 2008/09 war man mit einem vierten Platz wieder in den vorderen Tabellenplätzen vertreten. In der Saison 2009/10 wurde man wieder Vizemeister, mit einem Rückstand von zwei Punkten auf den SV Feldkirchen verpasste man den Aufstieg nur knapp.
Im Mai 2010 wurde beschlossen, dass man die Fußballsektion des SV Lendorf als FC Lendorf weiterführt.
2010/11 belegte man den sechsten Rang. Mit einem Rückstand von 26 Punkten auf den Meister Villacher SV und einem Vorsprung von 18 Punkten auf den Absteiger FC Welzenegg hatte man in jener Saison weder mit dem Auf- noch mit dem Abstieg etwas zu tun. In der Saison 2011/12 war man wieder näher dran an einer Rückkehr in die Regionalliga: Man belegte den fünften Rang und hatte einen Rückstand von fünf Punkten auf den Aufsteiger SV Feldkirchen.
2012/13 war man mit einem siebten Platz wieder im Mittelfeld der Tabelle zu finden und hatte einen großen Vorsprung auf die Abstiegsränge. In der Saison 2013/14 erreichte man mit einem dritten Rang das beste Ergebnis seit der Saison 2009/10. Auf den Meister ATSV Wolfsberg fehlten Lendorf neun Punkte. Auf den dritten Rang folgte in der Saison 2014/15 allerdings die schlechteste Platzierung seit langem: Mit 37 Punkten belegte man den zehnten Tabellenrang und hatte dabei zehn Punkte Vorsprung auf die Abstiegsränge.
In der Saison 2015/16 erreichte man im ÖFB-Cup nach einem Sieg in der ersten Runde gegen den Ligakonkurrenten VST Völkermarkt erstmals seit 18 Jahren wieder die zweite Runde, wo man allerdings mit 5:0 klar gegen den Zweitligisten SV Austria Salzburg verlor. In der Liga belegte man in jener Saison mit 45 Punkten den fünften Rang.
In der Saison 2016/17 wurde Lendorf Tabellenvierter mit 55 Punkten. In der Saison 2017/18 wurde der Verein nach 18 Jahren wieder Meister der Kärntner Landesliga und stieg somit in die Regionalliga auf. Man hatte einen Vorsprung von einem Punkt auf den Zweitplatzierten und Mitaufsteiger VST Völkermarkt und einen Vorsprung von sieben Punkten auf den ersten Nicht-Aufsteiger, den SAK Klagenfurt.

## Stadion
Der FC Lendorf trägt seine Spiele in der Thomas-Morgenstern-Arena aus. Namensgeber des Stadions ist der Skisprung-Olympiasieger und -Weltmeister Thomas Morgenstern.